# Хайнрих фон Варберг
Хайнрих фон Варберг (на немски: Heinrich von Warberg; † 24 октомври/декември 1410) от рода на господарите на Варберг, Долна Саксония, е епископ на Халберщат (1407 – 1410).

## Живот
Той е внук на Лудвиг фон Хакеборн († сл. 1382) и Елизабет фон Регенщайн († сл. 1378), дъщеря на граф Улрих IV фон Регенщайн († 1336/1338). Правнук е на Албрехт IV фон Хакеборн († 1332) и София фон Лайзниг († 1323).
Хайнрих фон Варберг е избран на 3 юни 1407 г. за епископ на Халберщат след Рудолф фон Анхалт († 28 ноември 1406). След него епископ на Халберщат от 1411 до 1419 г. става Албрехт фон Вернигероде († 1419).
Хайнрих фон Варберг е роднина на Буркхард фон Варберг († 1458), епископ на Халберщат (1437 – 1458).